# باربرا جي. بيترز
باربرا جي. بيترز (بالإنجليزية: Barbara G. Peters)‏ هي سيدة أعمال أمريكية، ولدت في 22 ديسمبر 1940.